# Radio Rosa
Radio Rosa fue una emisora de radio de Copenhague, Dinamarca. Emite con formato de radio comunitaria para la comunidad LGBT de la ciudad. La emisora fue puesta en marcha por la Asociación Nacional Danesa de Gays y Lesbianas (LBL) y comenzó su emisión el 22 de junio de 1983. En 2007 la emisora se desligo de la LBL y comenzó su andadura en solitario. Radio Rosa fue una de las primeras emisoras dirigidas al público homosexual.
La programación era variada e incluía programas de entretenimiento, debates, cultura, eventos, juveniles e información sobre el VIH-Sida. Se transmitía en la frecuencia 98.9 FM, que era compartida con otros proyectos de radio comunitaria, para la zona de la capital, Copenhague, y para Frederiksberg. El trabajo era llevado a cabo completamente por voluntarios. Desde su puesta en marcha emitió ininterrumpidamente con la excepción de los cinco meses que, entre 2007 y 2008, duró el proceso de separación de la LBL. La emisora cesó sus operaciones en 2010.